# Lazzaro Opizio Pallavicini
Lazzaro Opizio Pallavicini (30. října 1719, Janov – 23. února 1785, Řím) byl církevní hodnostář a diplomat původem z Janova ze šlechtického rodu Pallavicini. V letech 1754–1766 byl apoštolským nunciem v Neapolském království a pak ve Španělsku, v roce 1768 dosáhl hodnosti kardinála. V letech 1769–1785 zastával funkci vatikánského státního sekretáře.